# Eleição municipal de Vitória em 2016
O primeiro turno da eleição municipal de Vitória em 2016 ocorreu em 2 de outubro, enquanto o segundo turno foi realizado em 30 de outubro de 2016, para eleger um prefeito, um vice-prefeito e 15 vereadores para a administração do município, localizado no estado do Espírito Santo, Brasil.
As convenções partidárias para a escolha dos candidatos deverão ocorrer entre 20 de julho e 5 de agosto. A propaganda eleitoral gratuita em Vitória começou a ser exibida em 26 de agosto e terminou em 29 de setembro. Segundo a lei eleitoral em vigor, o sistema de dois turnos - caso o candidato mais votado recebesse menos de 50% +1 dos votos - está disponível apenas em cidades com mais de 200 mil eleitores, como é o caso do município de Vitória. Onde caso houver segundo turno, a propaganda eleitoral gratuita voltará a ser exibida em 15 de outubro e terminará em 28 de outubro.
O prefeito incumbente e candidato à reeleição, Luciano Rezende (PPS), disputou o segundo turno contra Amaro Neto (SD). Rezende acabou sendo reeleito com 51,19% dos votos válidos.

## Antecedentes
Na eleição municipal de Vitória em 2012, o deputado estadual Luciano Rezende (PPS) foi eleito prefeito de Vitória no segundo turno ao obter 52,73% dos votos, contra os 47,27% de Luiz Paulo Vellozo (PSDB).

## Candidatos
Foram cinco os candidatos a prefeitura em 2016: Luciano Rezende (PPS), Lelo Coimbra (PMDB), Perly Cipriano (PT), André Moreira (PSOL) e Amaro Neto (SD).
| Candidato(a)    | Partido | Vice                   | Número | Coligação |
| --------------- | ------- | ---------------------- | ------ | --- |
| Luciano Rezende | PPS     | Sérgio Sá (PSB)        | 23     | "Para Vitoria continuar em boas mãos" (PPS / PSB / PRB / PP / REDE / PSDC / PHS / PV / PEN / PPL / PCdoB / PROS) |
| Amaro Neto      | SD      | Roberto Carneiro (PDT) | 77     | “Uma nova História pra Vitoria” (SD / PDT / PTN / PR / DEM / PRTB / PMB / PTC / PSD / PTdoB)                     |
| Lelo Coimbra    | PMDB    | Wesley Goggi (PSDB)    | 15     | "Vitória Precisa de Todos Nós" (PMDB / PSDB / PTB / PSL / PSC / PMN / PRP)                                       |
| Perly Cipriano  | PT      | Profª Bel              | 13     | Sem Coligação |
| André Moreira   | PSOL    | Brice Bragato (PSOL)   | 50     | "Frente de Esquerda" (PSOL / PCB)                                                                                |

## Debates televisionados

### Primeiro turno
| Data       | Organizador(es)   | Luciano Rezende (PPS) | Lelo Coimbra (PMDB) | Perly Cipriano (PT) | Amaro Neto (SD) | Andre Moreira (PSOL) |
| ---------- | ----------------- | --------------------- | ------------------- | ------------------- | --------------- | -------------------- |
| 25/09/2016 | TV Vitória        | Presente              | Presente            | Presente            | Presente        | Não convidado        |
| 29/09/2016 | TV Gazeta Vitória | Presente              | Presente            | Presente            | Presente        | Não convidado        |

### Segundo turno
| Data       | Organizador(es)   | Luciano Rezende (PPS) | Amaro Neto (SD) |
| ---------- | ----------------- | --------------------- | --------------- |
| 26/10/2016 | TV Vitória        | Presente              | Presente        |
| 29/10/2016 | TV Gazeta Vitória | Presente              | Presente        |

## Resultados da eleição para prefeito
Luciano Rezende terminou o 1º turno das eleições, em 2 de outubro, com 43,82% dos votos, bastante próximo do segundo colocado, Amaro Neto, do Solidariedade que teve 35,32%% dos votos, sendo assim, houve a necessidade da realização de um segundo turno.
| Candidato(a)           | Vice                   | 1º turno 2 de outubro de 2016 | 1º turno 2 de outubro de 2016 |
| Candidato(a)           | Vice                   | Total                         | Percentagem                   |
| ---------------------- | ---------------------- | ----------------------------- | ----------------------------- |
| Luciano Rezende (PPS)  | Sérgio Sá (PSB)        | 81.315                        | 43,82%                        |
| Amaro Neto (SD)        | Roberto Carneiro (PDT) | 65.554                        | 35,32%                        |
| Lelo Coimbra (PMDB)    | Wesley Goggi (PSDB)    | 26.584                        | 14,32%                        |
| Perly Cipriano (PT)    | Profª Bel (PT)         | 6.461                         | 3,48%                         |
| Andre Moreira (PSOL)   | Brice Bragato (PSOL)   | 5.668                         | 3,05%                         |
| Total de votos válidos | Total de votos válidos | 185.582                       | 89,32%                        |
| → Votos em branco      | → Votos em branco      | 8.091                         | 3,89%                         |
| → Votos nulos          | → Votos nulos          | 14.098                        | 6,79%                         |
| Total                  | Total                  | 207.771                       | 89,24%                        |
| Abstenções             | Abstenções             | 25.051                        | 10,76%                        |
| Total de inscritos     | Total de inscritos     | 232.822                       | 100%                          |

No 2º turno da eleição, que ocorreu em 30 de outubro de 2016, Luciano Rezende foi reeleito prefeito da cidade de Vitória pelo Partido Popular Socialista (PPS), com 51,19% dos votos válidos. .
| Candidato(a)           | Vice                   | 2º Turno 30 de outubro de 2016 | 2º Turno 30 de outubro de 2016 |
| Candidato(a)           | Vice                   | Votação                        | Votação                        |
|                        |                        | Total                          | Porcentagem                    |
| ---------------------- | ---------------------- | ------------------------------ | ------------------------------ |
| Luciano Rezende (PPS)  | Sérgio Sá (PSB)        | 95.458 votos                   | 51,19%                         |
| Amaro Neto (SD)        | Roberto Carneiro (PDT) | 91.034 votos                   | 48,81%                         |
| Total de votos válidos | Total de votos válidos | 186.492                        | 90,79%                         |
| → Votos em branco      | → Votos em branco      | 4.889                          | 2,42%                          |
| → Votos nulos          | → Votos nulos          | 10.497(5,20%)                  | 6,79%                          |
| Total                  | Total                  | 201.878                        | 86,71%                         |
| Abstenções             | Abstenções             | 30.944                         | 13,29%                         |
| Total de inscritos     | Total de inscritos     | 232.822                        | 100%                           |